# Иван Цветков (революционер)
Вижте пояснителната страница за други личности с името Иван Цветков.
Иван Цветков е български революционер, деец на Вътрешната македоно-одринска революционна организация.

## Биография
Цветков е роден в Долна баня. Учи в Железарското училище в Самоков.
Там влиза в Тайния революционен кръжок „Трайко Китанчев“ през 1897 година. Гоце Делчев посещава Самоков и се среща с членовете на кръжока през 1898 година. Миков създава и ръководи работилница за изработване на бомби и бойни материали.
По-късно става нелегален четник на ВМОРО. Загива с войводата Михаил Апостолов при Чугунци на 21 март 1902 г.